# Ols-Perstjärnen
Ols-Perstjärnen är en sjö i Åre kommun i Jämtland och ingår i Indalsälvens huvudavrinningsområde.